# Женская сборная Мавритании по баскетболу 3×3
Женская сборная Мавритании по баскетболу 3×3 представляет Мавританию на международных соревнованиях по баскетболу 3×3. Управляющим органом является Федерация баскетбола Мавритании (фр. Fédération Mauritanienne de Basket-Ball, FBBRIM).
По состоянию на 25 сентября 2024, женская сборная Мавритании по баскетболу 3×3 занимает 92-е место в мировом рейтинге ФИБА женских сборных по баскетболу 3×3.

## Результаты выступлений
| Турнир           | Золото | Серебро | Бронза | Всего |
| ---------------- | ------ | ------- | ------ | ----- |
| Чемпионат Африки | —      | —       | —      | —     |
| Итого            | —      | —       | —      | —     |

### Чемпионат Африки
| Год        | Место          | Игры           | Победы         | Поражения      | Состав команды                                                    |
| ---------- | -------------- | -------------- | -------------- | -------------- | ----------------------------------------------------------------- |
| Ломе 2017  | 9              | 4              | 0              | 4              | Aichetou Ba, Mariem Diallo, Tokossel N'diaye, Yombe Salimata Samb |
| 2018—н. в. | не участвовали | не участвовали | не участвовали | не участвовали | не участвовали                                                    |